# Brian Michael Smith
Brian Michael Smith (nascido em 29 de janeiro de 1983) é um ator americano conhecido por suas atuações na televisão, bem como por sua defesa da representação trans. Ele também é conhecido por seu papel como o bombeiro Paul Strickland em 9-1-1: Lone Star.

## Juventude
Smith foi criado na zona leste de Ann Arbor, Michigan, por sua mãe, Ingrid Smith, planejadora de eventos e funcionária da Ford Motor Company, com o apoio de uma família unida. Ele e sua mãe passaram os primeiros anos morando com tias, primos e um irmão. Embora tenha sido designado como mulher ao nascer, ele se identificou e foi percebido como homem durante sua infância. Ele desafiou as pressões para se conformar ao papel de gênero que lhe foi atribuído por meio do desempenho e do atletismo.
Enquanto estudava na Ann Arbor Pioneer High School, ele jogou na defensive end e fullback no time de futebol masculino durante o outono, e estabeleceu recordes de arremesso de peso e salto com vara no time feminino de atletismo na primavera. Em 17 de setembro de 1999, durante um jogo em Traverse City, Smith se tornou a primeira pessoa designada como mulher ao nascer a marcar um touchdown no time do colégio no estado de Michigan.

## Carreira
Seu papel como Toine Wilkins, um policial transgênero, em Queen Sugar de Ava DuVernay, (OWN), lançou-o em uma série de papéis de destaque, incluindo o estrategista político Pierce Williams no elenco de The L Word: Generation Q (2019) da Showtime. Smith se tornou o primeiro homem negro abertamente trans em um papel regular em uma série de televisão quando foi escalado como o bombeiro Paul Strickland em 9-1-1: Lone Star (2020) da FOX. Outras aparições incluem Chicago P.D. da NBC, Girls da HBO e o thriller Homeland da Showtime.
Smith estudou atuação e produção de vídeo na Universidade de Kent. Após a formatura, ele começou a ensinar teatro e alfabetização midiática para adolescentes até se mudar para a Cidade de Nova Iorque para seguir a carreira de ator.
Ele começou a treinar com Terry Knickerbocker no William Esper Studio em 2011. Enquanto estudava, ele ganhou papéis de destaque em alguns programas de TV e em um comercial da Toyota ao lado de Eli Manning.
Ele também explorou o palco, realizando stand-up, esquetes e comédias improvisadas como membro de várias trupes, incluindo Gotham City Improv, bem como atuou em teatro off-Broadway e regional em um punhado de peças, incluindo Women Are Crazy Because Men Are A**Holes e Duck Hunter Shoots Angel de Mitch Albom.
Em 2015, ele ganhou seu primeiro crédito de fala na 4ª temporada de Girls, da HBO, ao lado de Jemima Kirke e Adam Driver. Isto seguiu com papéis semelhantes em programas de TV, incluindo Blue Bloods, Person of Interest e Law & Order: SVU.

### Queen Sugar
Em 2017, Smith foi escalado para o papel do oficial Antoine "Toine" Wilkins na série Queen Sugar da OWN. Toine é um homem trans. Com produção executiva de Ava DuVernay e Oprah Winfrey, o drama ambientado na Louisiana concentra-se na vida e nos amores dos distantes irmãos Bordelon. O show é baseado no romance Queen Sugar de Natalie Baszile.

O papel foi uma das primeiras oportunidades de Smith interpretar um personagem transgênero e explorar suas próprias experiências de vida em sua atuação. Como ele disse:
O relacionamento de Toine e Ralph reflete muito mais as experiências que tive com amigos de longa data e ainda não tinha visto isso na tela. Fiquei entusiasmado com a ideia de compartilhar isso com pessoas que talvez não saibam que conhecem pessoas trans em suas vidas pessoais.
Em 2018, Ava Duvernay ganhou o GLAAD Excellence in Media Award por sua defesa da inclusão de pessoas LGBT na frente e atrás das câmeras em seus projetos, especialmente por criar Toine Wilkins e escalar um ator transgênero para o papel.
Em 2019, Smith foi escalado para a série dramática da Showtime The L Word: Generation Q, uma continuação da série de sucesso original, The L Word, estrelada por Jennifer Beals, Leisha Hailey e Kate Moennig. Smith interpretou "'Pierce Williams', um estrategista político especialista, meticuloso e experiente e um veterano da política de Los Angeles. Ao contrário de seus colegas, Williams não é rápido em compartilhar detalhes sobre sua vida pessoal, optando por colocar toda a sua energia em campanhas vencedoras."

### 9-1-1 Lone Star
Pouco depois, Smith fez história quando foi escalado para o spin-off do set 9-1-1 do Texas, "9-1-1: Lone Star, estrelado por Rob Lowe. O conjunto processual que narra as vidas e os resgates da equipe fictícia do 126 Emergency Service apresenta Smith como "'Paul Strickland', um bombeiro transgênero com um dom de observação digno de Sherlock Holmes." Com esse elenco, ele se tornou o primeiro homem negro abertamente trans escalado como personagem regular em uma série de TV aberta.
O reconhecimento de seu trabalho e físico no programa fez com que Smith quebrasse a história como o primeiro homem abertamente trans a ser apresentado na edição do Homem mais Sexy do Mundo da People Magazine em 2021 e 2022
Com relação à honra, Smith disse:
“Este nível de reconhecimento e visibilidade como um homem trans é muito importante para mim porque, novamente, há um esforço concertado em todo o país e em todo o mundo para legislar sobre a eliminação de pessoas trans e não binárias”, disse ele. “Mas estamos aqui, somos reais e não vamos a lugar nenhum. Minha esperança é que minha visibilidade possa encorajar e capacitar outras pessoas que querem ser elas mesmas, mas têm medo ou não conseguem ver um futuro para si mesmas, para assumir um passo para ser quem eles são..."

## Filmografia
| Ano       | Título                            | Personagem                           | Notas                                   |
| --------- | --------------------------------- | ------------------------------------ | --------------------------------------- |
| 2015      | Girls                             | Policial 1                           |                                         |
| 2016      | The Detour                        | Bombeiro                             |                                         |
| 2016      | Person of Interest                | Patrulheiro                          | Temporada 5, episódio 8: "Reassortment" |
| 2016–2018 | Blue Bloods                       | Oficial Buckley, parceiro de Hoffman | 4 episódios                             |
| 2017      | Chicago P.D.                      | Roland Garrett                       |                                         |
| 2017–2022 | Queen Sugar                       | Toine Wilkins                        | Recorrente                              |
| 2018      | Homeland                          | Paramédico Nate                      |                                         |
| 2019      | The L Word: Generation Q          | Pierce Williams                      | Recorrente                              |
| 2020      | Disclosure: Trans Lives on Screen | Ele mesmo                            | Documentário                            |
| 2020–2025 | 9-1-1: Lone Star                  | Paul Strickland                      | Série regular                           |

## Advocacia

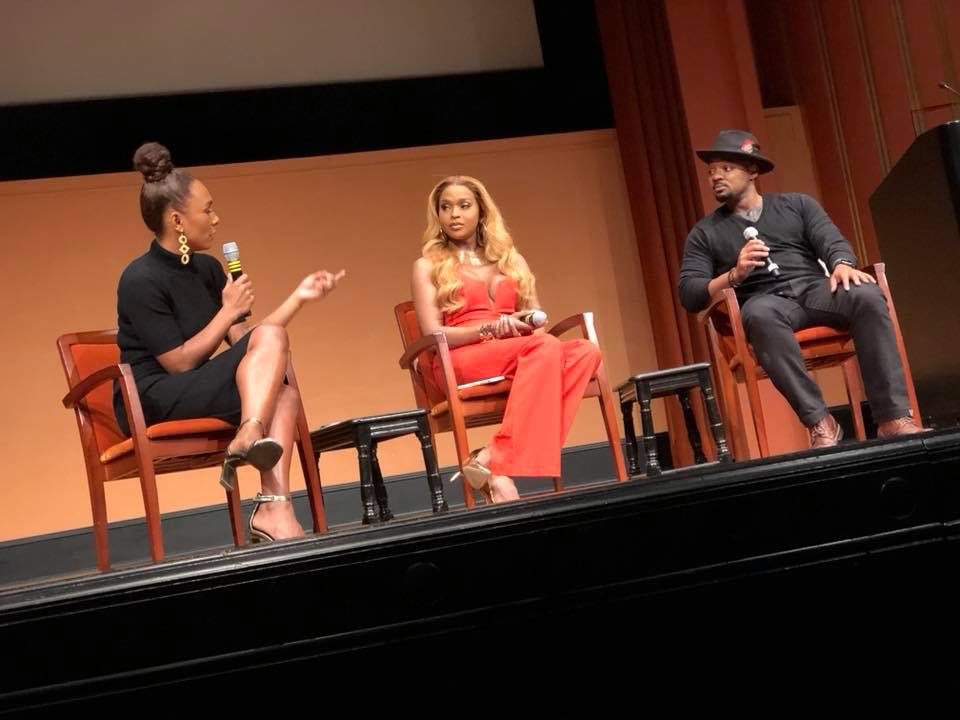
Brian Michael Smith, Janet Mock e Amiyah Scott realizam um painel de discussão no evento "My Life. My Story! Centering the Voices of Trans Lives" da Universidade de Michigan em fevereiro de 2018.

Ao se formar na Kent State, Michael retornou a Michigan e começou a ensinar e orientar jovens através da produção de filmes através do Programa Gear Up da Universidade de Michigan.
Em Nova Iorque, ele continuou seus programas de alfabetização midiática e mentoria com Wingspan Arts, Maysles Documentary Center e Tribeca Teaches Program do Tribeca Film Institute. Ele descobriu a importância da comunidade e da visibilidade enquanto trabalhava com jovens LGBT no Manhattan LGBT Center.
Na NBC News, Smith disse: “Trabalhei com jovens e vi como era importante para os jovens LGBT, não importa onde estivessem em sua experiência, ver o que estava por vir para eles”.
Desde Queen Sugar, Smith tem usado sua visibilidade e plataformas para defender uma melhor representação trans na televisão e no cinema e para encorajar os jovens LGBTQ a criarem sua própria mídia. Smith revelou publicamente que era transgênero em 2017.
Em fevereiro de 2018, ele foi convidado especial e palestrante na 4ª série anual de palestras da Trotter House da Universidade de Michigan, "My Life. My Story! Centering the Voices of Trans Lives" ao lado de Janet Mock e Amiyah Scott.
Durante o NYC Pride, ele participou do GLAAD Game Changers Panel em 2018 com Jamie Clayton e Amiyah Scott para discutir a mudança no cenário da representação transgênero na televisão. Em agosto de 2018, Smith se juntou a Laverne Cox, Trace Lysette, Jen Richards, Alexandra Billings e Chaz Bono na primeira mesa redonda sobre transgêneros em Hollywood da revista Variety. A mesa redonda de uma hora de duração foi lançada em conjunto com a edição impressa de 7 de agosto dedicada à representação trans e à discriminação em Hollywood. Durante a discussão, Smith disse: “Somos artistas e queremos criar coisas e queremos ter escolha e nossa visibilidade não deveria nos custar essa escolha”.
Além de falar em público, ele continua a defender através de sua arte e a apoiar narrativas trans na televisão e no cinema, participando de projetos como o documentário de Sam Feder, Disclosure: Trans Lives on Screen lançado em 19 de junho de 2020, pela Netflix.
Em junho de 2020, em homenagem ao 50º aniversário da primeira parada do Orgulho LGBTQ, Queerty o nomeou entre os cinquenta heróis "liderando a nação em direção à igualdade, aceitação e dignidade para todas as pessoas".
Em julho de 2021, Smith juntou-se ao Conselho de Administração da Human Rights Campaign, a maior organização ativista de interesse LGBT do país, para continuar a defender a igualdade social e legislativa e a proteção para as pessoas LGBTQ+.